# Yangiyol
Yangiyol (in uzbeko Yangiyoʻl; in russo Янгиюль, Jangijul’) è una città industriale dell'Uzbekistan, nella regione di Tashkent, distretto di Yangiyol. Il suo nome fino al 1934 era Каунчи (Kaunči).
Si trova circa 25 km a sud-ovest di Tashkent, sulla strada M34 che collega la capitale a Samarcanda, e a poca distanza da Gulbakhor, capoluogo del distretto.